# Xã Apple River, Quận Jo Daviess, Illinois
Xã Apple River (tiếng Anh: Apple River Township) là một xã thuộc quận Jo Daviess, tiểu bang Illinois, Hoa Kỳ. Năm 2010, dân số của xã này là 498 người.